# ルイ3世・ド・ラ・トレモイユ

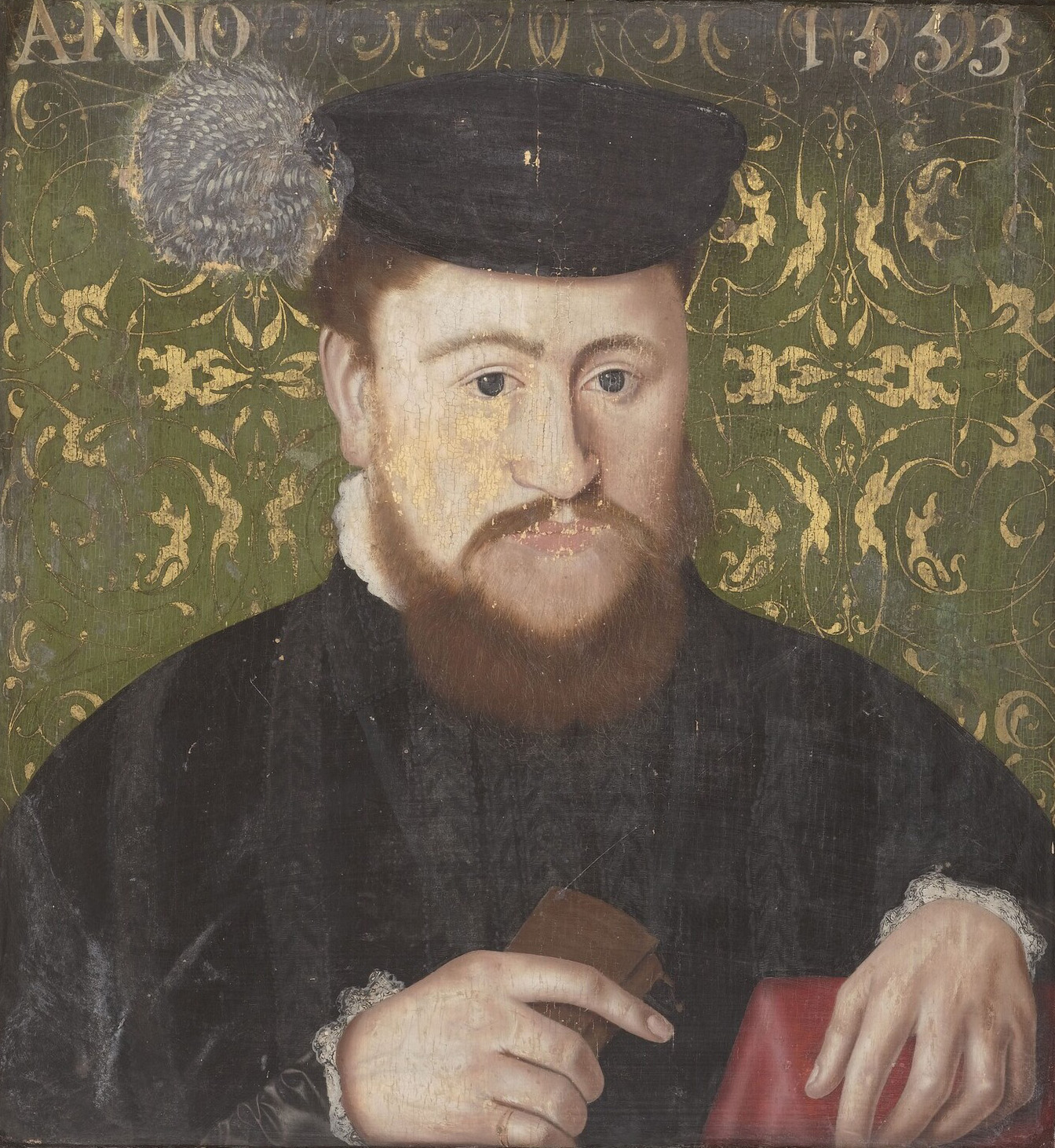
ルイ3世・ド・ラ・トレモイユ、ヴェルサイユ宮殿美術館蔵

ルイ3世・ド・ラ・トレモイユ（Louis III de La Trémoille, vicomte puis duc de Thouars, 1521年 - 1577年3月25日）は、ヴァロワ朝時代フランスの貴族。トゥアール子爵（のち公爵）。
トゥアール子爵フランソワ・ド・ラ・トレモイユと妻アンヌ・ド・ラヴァルの間の長子。1541年父が死ぬと第37代トゥアール子爵となる。他にタルモン公、ターラント公、タイユブール、ブノン伯、シュリー、クラン、マラン及びノワールムティエの男爵であり、1550年まではジャンセの領主も兼ねた。
アンリ2世王の王太子時代からの側近で、王太子が1542年に王宮を出て南仏ペルピニャンへ航行した際に同行し、さらに王太子がランスで聖別式を行った際に聖油の入った聖アンプル容器を捧げ持つ4人の領主の1人となった。そして同年、王太子とイングランドの間で結ばれた講和条約において、英国側に引き渡された人質の1人ともなった。イタリア戦争ではコッセ＝ブリサック元帥の麾下で従軍した。1560年、ポワトゥー及びサントンジュの州知事を務めた。1563年、トゥアール子爵から公爵に昇叙された。
ユグノー戦争が始まると政府（カトリック）側で従軍し、1567年ロワール渓谷一帯の守備責任者となった。1577年、アンジュ―公麾下でメル包囲戦に参加し、同市の陥落時に戦死した。
1549年、元帥アンヌ・ド・モンモランシー公爵の次女ジャンヌ・ド・モンモランシー（1528年 - 1596年）と結婚、間に4子をもうけた。
- 長男：アンヌ（夭折） - タルモン公
- 次男：ルイ（夭折） - ブノン伯
- 三男：クロード（1566年 - 1604年） - トゥアール公[1]
- 長女：シャルロット＝カトリーヌ（1568年 - 1629年） - 1586年コンデ公アンリ1世と結婚

## 引用・脚注
1. 1 2  Bardet et al. 2000, p. 48.